# Akiba-kei
Akiba-kei (秋葉系?) o Akiba-chan (アキバちゃん?) es una expresión dialectal del japonés que significa «estilo Akihabara», refiriéndose al distrito Akihabara en Tokio donde se encuentran muchos centros comerciales de anime y manga, y también fanáticos de estos géneros. Es similar en concepto a otaku pero sin las connotaciones negativas en Japón (los aficionados occidentales del manga y el anime tomaron el término otaku como neutral).[cita requerida] Sin embargo, la palabra otaku debido a los estereotipos para algunos es estrictamente discriminatoria —similar al término «friki» pero más fuerte—. Akiba-kei se refiere a gente asociada con la subcultura otaku pero posee un sentido más bien elitista para algunos otakus;[cita requerida] puede tener un paralelo a la expresión inglesa geek chic.

## Definición

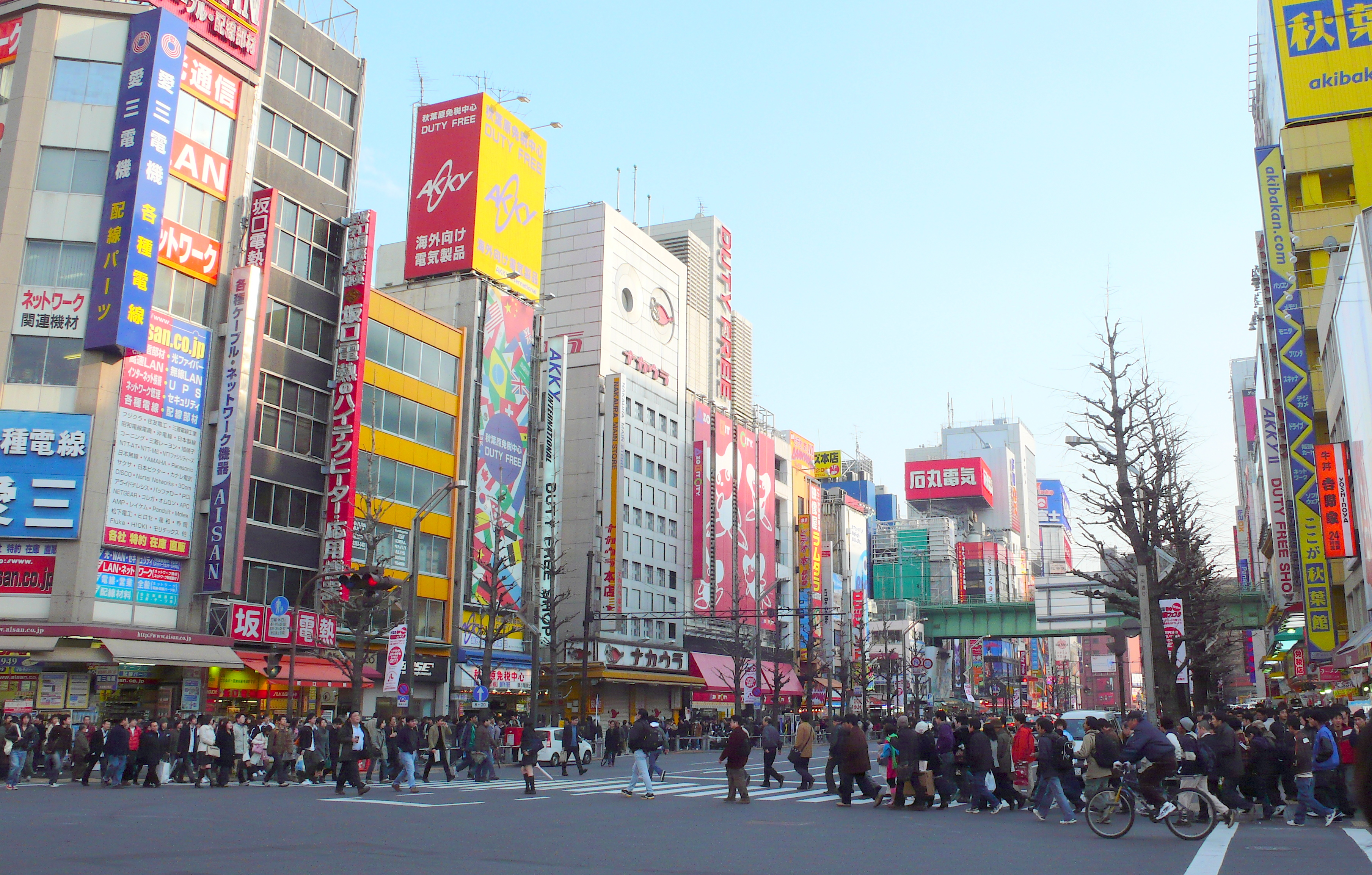
Akihabara

Akiba-kei significa literalmente "Estilo Akihabara", refiriéndose a un distrito de la ciudad de Tokio donde se ubican centros comerciales de productos electrónicos, manga, mercancía anime y otros productos diseñados para el gusto de los otakus.
Esta expresión se popularizó gracias a la película y serie de TV "Densha Otoko", emitidas en 2005, que muestra la "cultura virtual" de la actual sociedad japonesa.[cita requerida]

## Ubicación
Akihabara es la zona central de Chiyoda, que es bien conocido como un mercado de tecnología de vanguardia. En los últimos años, ha desarrollado fuertes lazos con la industria japonesa industria de los juegos, así como de anime y manga. Estos vínculos son una razón por la cual la cultura Akiba-kei se ha expandido fuera de su área geográfica, para manifestarse en Internet, en la forma de sitio webs, Blogs, y Foros de Internet.
Además de patrocinar las famosas tiendas de electrónica alrededor de ellos,como Radioshack, Los Akiba-kei suelen abrir sus propias tiendas en Akihabara. Muchas de estas tiendas son administradas por Akiba-kei vestidos de cosplay, lográndose afirmar que tal atuendo es la regla para ellos y no la excepción. Las tiendas ofrecen una amplia variedad de bienes y servicios: algunos modelos de vender, mientras que otros siguen el modelo de salas de lectura de antigüedades, y otros más extravagantes vender o innovadores productos alimenticios, como el ahora famoso watermelon milk stall que abrió a mediados de 2008.

## Akiba-kei en la cultura popular
Una característica distintiva de los Akiba-kei es la cultura pop, la mayor parte de ellos pertenecen a una generación de mayor edad, que están bien versados en la historia de Akihabara antes de que alguna vez se convirtiera en el centro de la cultura pop. Algunos de ellos, conocidos como "historiadores Akiba," han trabajado en y alrededor de la zona de Akihabara durante décadas y fueron testigos de los cambios que el área ha pasado. Además de crear tiendas y participar activamente en la cultura Akiba-kei, también pueden ser fuentes de conocimiento acerca de Akihabara y sus alrededores, de manera que se refieren en particular a sus áreas de interés.
A principios del 2008, se inició un proyecto para tratar de fusionar algunos aspectos de la cultura Akiba-kei, con son el Shibuya-kei y el Geek chic, internacionalizando la música, la moda y el diseño. El movimiento comenzó en Japón en la década de 1990. Al escribir sobre este proyecto, W. David Marx de Diamond Agencia blog de cultura comentó, "En lugar de luchar contra el cambio tecnológico, Akiba-kei y otakus hábilmente usan Internet como una manera de discutir y consagrar sus artículos culturales preferidos y difundir nuevas obras para su comunidad. Esto sólo ha hecho la subcultura más fuerte". De hecho, la cultura Akiba-kei es el contenido más atractivo en Internet para el usuario japonés actualmente. Al final, la subcultura de Akiba-kei ha ganado un lugar destacado en el panorama pop contemporáneo, porque su cultura ha sido menos afectada por la democratización de la última década, los medios de comunicación y en los mercados de la cultura.